# Ottilie von Goethe

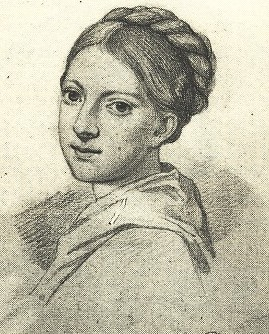
Ottilie von Goethe, Kreidezeichnung von H. Müller nach einer Bleistiftzeichnung von H. Junker.

Ottilie Wilhelmine Ernestine Henriette von Goethe (geborene Freiin von Pogwisch; * 31. Oktober 1796 in Danzig; † 26. Oktober 1872 in Weimar) war die Ehefrau des Weimarer Kammerherrn August von Goethe und Schwiegertochter von Johann Wolfgang von Goethe.

## Leben

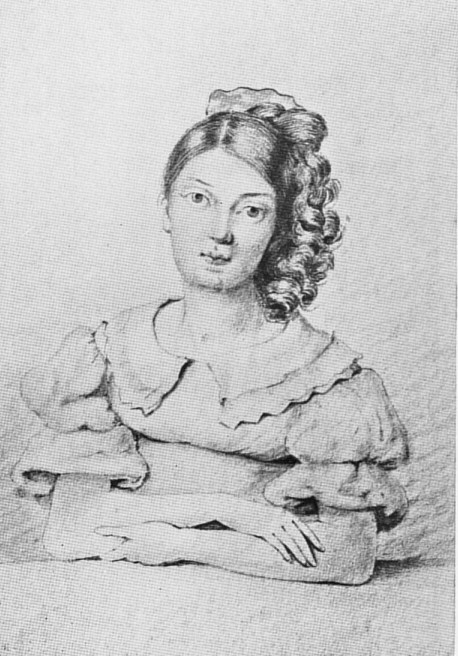
Ottilie von Goethe, Zeichnung eines unbekannten Künstlers.

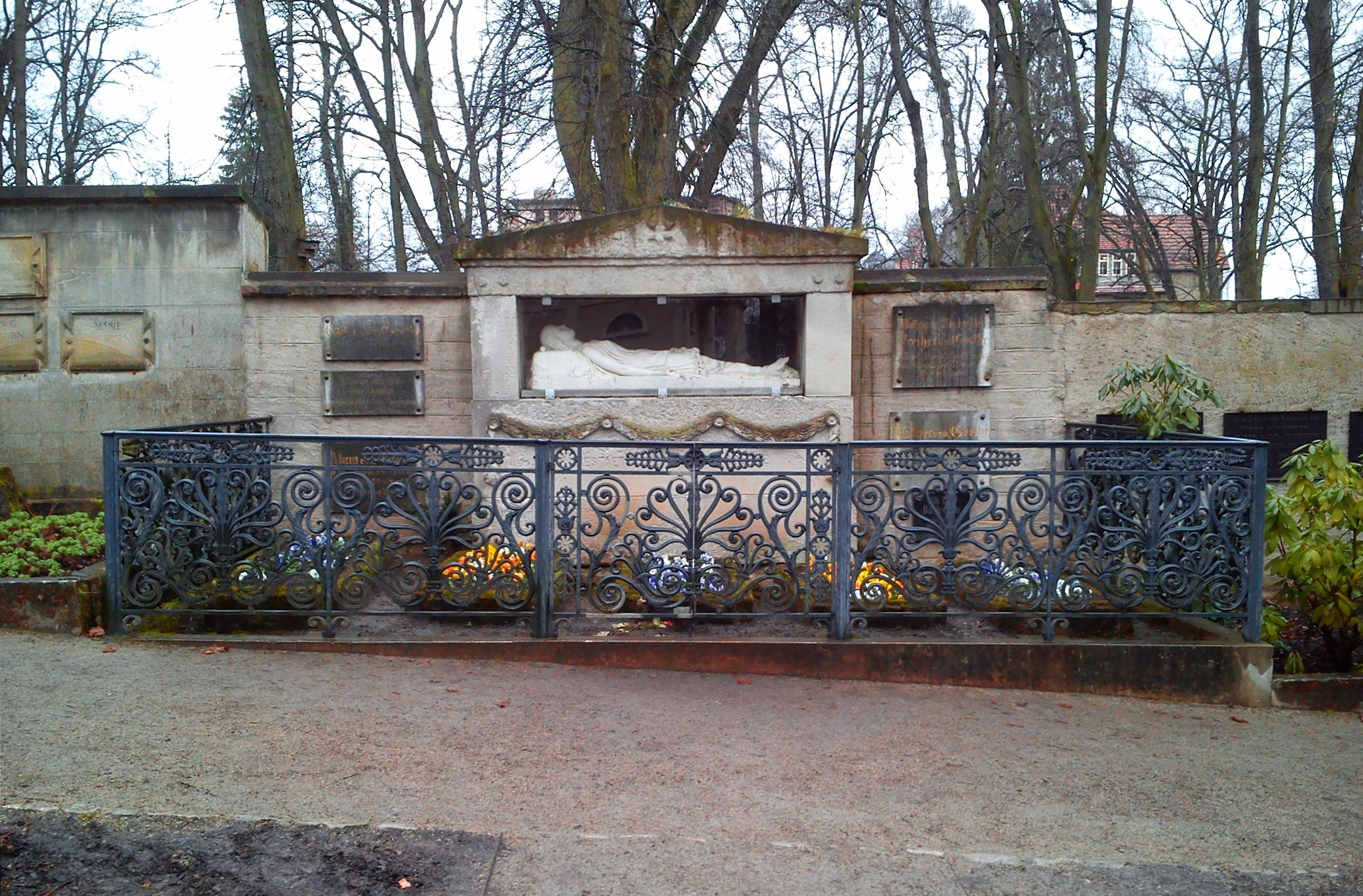
Grabstätte auf dem Historischen Friedhof Weimar

Ihr Vater, Wilhelm Julius Baron von Pogwisch (1760–1836), stammte von holsteinischem Adel, die Mutter, Henriette Ulrike Ottilie von Pogwisch (1776–1851), war eine geborene Gräfin Henckel von Donnersmarck.
Nach der frühen Trennung ihrer Eltern war die Kindheit Ottilies von zahlreichen Ortswechseln geprägt: Lausitz, Triesdorf, Ansbach, Ludwigslust und Dessau hießen die Stationen, welche Henriette von Pogwisch auf der Suche nach einer geeigneten Stelle als Hofdame aufsuchte. Als Ottilie 1806 mit ihrer Mutter und ihrer jüngeren Schwester Ulrike schließlich in Weimar eintraf, stand dieser Ort noch ganz unter dem Eindruck der Kriegstage.
Zu den wenigen Fixpunkten in Ottilie von Pogwischs Leben gehörte die Beziehung zu der fast gleichaltrigen Adele Schopenhauer, die mit ihrer Mutter Johanna ebenfalls in Weimar lebte. Da Adele und Ottilie in Danzig geboren und ohne Vater aufgewachsen waren, verband sie schnell eine intensive Freundschaft, die erst mit Adeles Tod endete.
Nach langem Zögern wegen ihrer Bindung an Ferdinand Heinke gab Ottilie von Pogwisch endlich dem beharrlichen Werben August von Goethes nach, nachdem sie von Heinkes Verlobung erfahren hatte. Am 17. Juni 1817 heiratete sie ihn und zog zu ihm in die Mansarde des Goethe-Hauses am Frauenplan. Sie hatte mit ihm die Kinder Walther Wolfgang von Goethe (1818–1885), Wolfgang Maximilian von Goethe (1820–1883) und Alma Sedina Henriette Cornelia von Goethe (1827–1844). Doch die Ehe verlief unglücklich: Augusts Alkoholprobleme und Ottilies Liebschaften belasteten die Verbindung, die zudem ganz unter dem Eindruck des imposanten Schwiegervaters stand.
15 Jahre lang war sie die nächste Mitbewohnerin des Dichters. Die geistreiche Schwiegertochter entwickelte sich rasch zum Anziehungspunkt der internationalen Gästeschar des alten Goethe. 1829 gründete sie die Zeitschrift Chaos, in der neben Goethe und den Weimarer Freunden auch zahlreiche berühmte Zeitgenossen vertreten waren. Mit Ottilie wohnte auch ihre Schwester Ulrike zehn Jahre lang unter Goethes Dach. August starb 1830 in Italien.
Nach Augusts Tod lebte Ottilie weiterhin bei ihrem Schwiegervater, dem sie unter anderem bei der Ausarbeitung des Fausts (2. Teil) half. Obwohl sie sich gelegentlich von Goethe überfordert fühlte, gehörte er, den sie liebevoll „Vater“ nannte, zu den wenigen stabilen Größen in ihrem Leben. Goethe starb 1832. Das Testament des Schwiegervaters machte Ottilie eine zweite Heirat finanziell unmöglich.
Der Schriftsteller Gustav Kühne erklärte Ottilie nach ihrem Tod zu Goethes ideeller Tochter, zum Vorbild des „Ewig-Weiblichen“ des zweiten Faust-Teils; sie sei „im Empfinden ein Genie“. Trotzdem zählt Ottilie von Goethe zu den umstrittensten Frauen ihrer Zeit. Ihre Unruhe, Energie und Unkonventionalität machten sie zu einer begehrten, aber auch verachteten Frau, die insbesondere nach Goethes Tod zahlreiche Verleumdungen über sich ergehen lassen musste. Vor allem nach der Geburt ihrer unehelichen Tochter Anna Sibylla (* 15./20. Februar 1835 in Wien, † 4. Juli 1836; benannt nach ihren Patinnen Anna Jameson und Sibylle Mertens), deren Vater der britische Captain Story war, mehrten sich die Gerüchte und gipfelten schließlich in der Behauptung, sie habe ihre älteste Tochter Alma getötet.
Nach Goethes Tod folgten Jahre mit wechselnden Aufenthalten. Neben Weimar und Italien hielt sie sich häufig in Wien auf, wo sie im Kreis um Karl von Holtei, Franz Grillparzer, Ludwig August Frankl von Hochwart, Eduard von Bauernfeld, Eduard von Feuchtersleben und Franz von Schober verkehrte. Eine tiefere Bindung entwickelte sich hier zu dem renommierten Arzt Romeo Seligmann.
Obwohl sie sich in Weimar nicht mehr heimisch fühlte, kehrte Ottilie von Goethe 1870 in die Stadt zurück und verbrachte ihre letzten beiden Lebensjahre im Goethe-Haus.
1872 starb sie an einem Herzleiden. Sie wurde im Familiengrab der Goethes auf dem Historischen Friedhof Weimar nahe an der Fürstengruft beigesetzt.

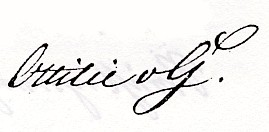
Signatur Ottilie von Goethes.

## Publikationen
- Aus Ottilie von Goethes Nachlaß, 2 Bände. Weimar 1912–1913. Hrsg. von Wolfgang von Oettingen.
- Chaos. Herausgegeben von Ottilie von Goethe unter Einschluss der Fortsetzungen Création und Creation. Reinhard Fink, Das Chaos und seine Mitarbeiter. Verlag Herbert Lang, Bern 1968. (DNB 572591020)
- Erlebnisse und Geständnisse 1832–1857. Hrsg. von H. H. Houben. Klinkhardt & Biermann, Leipzig 1923. Digitalisat.
- Tagebücher und Briefe von und an Ottilie v. Goethe, 5 Bände. Bergland-Verlag, Wien 1962–1979